# Artillery Ground
Artillery Ground to stadion krykietowy w Londynie, usytuowany tuż za północną granicą City of London. Należy do Honorowej Kompanii Artylerii (ang. Honourable Artillery Company), najstarszego wciąż istniejącego pułku armii brytyjskiej, i jest otoczony między innymi przez kwaterę główną tej jednostki.
Najstarszy odnotowany mecz krykietowy rozegrano tam 31 sierpnia 1730 roku. Grały drużyny Londynu i Surrey; wiadomo, że wygrali ci pierwsi, ale nie zachowały się informacje o wyniku.